# Neodorcadion orientale
Neodorcadion orientale là một loài bọ cánh cứng trong họ Cerambycidae.